# Fanning River
Der Fanning River ist ein Fluss im Osten des australischen Bundesstaates Queensland.

## Geografie

### Flusslauf
Der Fluss entsteht an den Westhängen der Hervey Range, ca. 38 km südwestlich von Townsville aus dem Fanning River West Branch und dem Fanning River East Branch. Von dort aus fließt er nach Süden und mündet ca. 4 km nordöstlich der Siedlung Sellheim am Flinders Highway, ca. 15 km östlich von Charters Towers, in den Burdekin River.

### Nebenflüsse mit Mündungshöhen
- Fanning River West Branch – 287 m
- Fanning River East Branch – 287 m
- Station Creek – 241 m[1]